# Kreditentscheidung
Kreditentscheidung ist im Bankwesen eine Entscheidung über die Gewährung, Prolongation oder Ablehnung eines Kredits. Durch die vielfältigen Arten des Kredits gibt es auch Kreditentscheidungen in anderen Wirtschaftszweigen, so etwa in Bausparkassen und Kreditversicherungen. 
Kreditentscheidungen sind die bedeutendsten bankbetrieblichen Entscheidungen, weil das Kreditgeschäft das wichtigste Bankgeschäft darstellt. Mittels Arbeitsanweisungen werden bestimmte Bankmitarbeiter als Entscheidungsträger bestellt und mit Kreditkompetenzen ausgestattet, wobei personenbezogene Entscheidungskompetenzen eingeräumt werden. Sie legen das maximal durch den Entscheidungsträger genehmigungsfähige Kreditvolumen pro Kreditnehmer fest. Sachlich erfasst werden im Kompetenzrahmen die genehmigungsfähigen Kreditarten, deren maximale Kreditlaufzeiten und die Kreditsicherheiten. Da auch mit dem Erwerb von Anleihen oder dem Verkauf von Credit Default Swaps (als Sicherungsgeber) ein Kreditrisiko in Form des Emittentenrisikos oder Kontrahentenausfallrisikos verbunden ist, werden beide Kreditprodukte in die Kreditkompetenz einbezogen. Die Deutsche Bundesbank hat die Fälle zusammengefasst, für die eine Kreditentscheidung erforderlich ist:
- Neukredite,
- Überziehungen,
- Krediterhöhungen,
- Prolongationen,
- Änderungen risikorelevanter Sachverhalte, die dem Kreditbeschluss zugrunde lagen (etwa Freigabe von Kreditsicherheiten)
- Festlegung von kreditnehmerbezogenen Kreditlimiten und Fazilitäten (einschließlich Kontrahenten- und Emittentenlimite) und
- Beteiligungen.

Von wesentlicher Bedeutung ist, dass diesen Sachverhalten ein Kreditrisiko, ein Ausfallrisiko, ein Erfüllungsrisiko oder ein Gegenparteiausfallrisiko zugrunde liegt.

## Inhalt

### Rechtlich
Das maximale Kreditvolumen wächst im Regelfall je nach Hierarchiestufe aufsteigend, so dass der Vorstand einer Bank zusammen mit dem Aufsichtsrat (und/oder Kreditausschuss) mit den höchsten Genehmigungskompetenzen ausgestattet ist (Millionenkredite, Großkredite und Organkredite). Für Großkredite und Organkredite ist die Entscheidungskompetenz sogar gesetzlich festgelegt. Sowohl bei Großkrediten (§ 13 Abs. 2 KWG) als auch bei  Organkrediten (§ 15 Abs. 1 KWG) ist ein einstimmiger Beschluss aller Geschäftsleiter herbeizuführen.
Kreditentscheidungen unterlagen zunächst den Bestimmungen über die Mindestanforderungen an das Kreditgeschäft und sind nunmehr seit Dezember 2012 in den Mindestanforderungen an das Risikomanagement (BA) geregelt; beide sind Ausführungsbestimmungen des § 25a KWG. Im Sinne dieses Rundschreibens gilt als Kreditentscheidung „jede Entscheidung über Neukredite, Krediterhöhungen, Beteiligungen, Limitüberschreitungen, die Festlegung von kreditnehmerbezogenen Limiten sowie von Kontrahenten- und Emittentenlimiten, Prolongationen und Änderungen risikorelevanter Sachverhalte, die dem Kreditbeschluss zugrunde lagen (z. B. Sicherheiten, Verwendungszweck)“ (AT 2.3 Nr. 2). Dabei ist es unerheblich, ob diese Entscheidung ausschließlich vom Institut selbst oder gemeinsam mit anderen Instituten getroffen wird (Konsortialkredite). In diesem Sinne unterliegen auch Überziehungen einer Kreditentscheidung. BTO 1.1 Nr. 2 schreibt vor, dass organisatorisch die Kreditentscheidungen („Voten“) von zwei unabhängigen Bereichen der Marktseite und der Marktfolge übereinstimmend getroffen werden müssen, wobei Erleichterungen möglich sind (BTO 1.1 Nr. 4). Eine „klare und konsistente Kompetenzordnung“ muss dafür sorgen, dass im Falle voneinander abweichender Voten der Kredit abzulehnen oder durch Eskalation auf eine höhere Kompetenzstufe zu verlagern ist (BTO 1.1 Nr. 6).
Die Kapitaladäquanzverordnung (englische Abkürzung CRR) verlangt, dass bei jeder Kreditgenehmigung dem Schuldner ein Rating zuzuordnen ist (Art. 172 Nr. 1a CRR). Dieses Rating spielt bei der Belastung des genehmigten Kredits durch Eigenmittel eine entscheidende Rolle, so dass sich Kreditentscheidungen auch auf die Anrechnung von Krediten auf die Eigenmittel auswirken.

### Bankbetrieblich
Bankbetrieblich handelt es sich bei der Kreditentscheidung um eine Entscheidung unter Risiko. Bei der Entscheidung sind die möglichen Auswirkungen bekannt (ganzer oder teilweiser Kreditausfall), man verfügt jedoch nicht über sichere Informationen zur Eintrittswahrscheinlichkeit. Hierbei bewegt sich das Ereignis eines Kreditausfalls bei Werten in der Nähe von 0 (unwahrscheinliches Ereignis) und in der Nähe von 1 (wahrscheinliches Ereignis), lediglich 0 (unmögliches Ereignis) ist ausgeschlossen, während 1 (sicheres Ereignis) nur für wenige, mit integren Kreditsicherheiten (Verpfändung von Bankguthaben im eigenen Hause, von Bundesobligationen oder Hereinnahme von öffentlichen Bürgschaften) besicherte Kredite gilt. Bei Kreditsicherheiten gelten als wichtige Entscheidungskriterien Beleihungswert, Beleihungsgrenze und Beleihungsauslauf. Der Entscheidungsträger hat bei Entscheidungen unter Risiko die Kenntnis subjektiver (subjektive Erfahrung und eigene Schätzungen der Eintrittswahrscheinlichkeiten) und objektiver (Vergangenheitsdaten mit Häufigkeitsverteilungen wie Sterbetafeln oder Statistiken über notleidende Kredite und Insolvenzen) Eintrittswahrscheinlichkeiten. Für die Handlungsalternativen können Erwartungswerte errechnet werden. Liegen derartige objektiven Wahrscheinlichkeiten vor, handelt es sich um Entscheidungen unter Risiko. 
Diese Eintrittswahrscheinlichkeiten kommen im Kreditrisiko zum Ausdruck, weil die vertragsgerechte Rückzahlung nebst Zinsen in der Zukunft liegt, die meisten Kreditsicherheiten Wertschwankungen unterliegen und deshalb der Kredit insgesamt mit Risiko behaftet ist. Dieses Kreditrisiko muss die Bank durch die geeignete Analyse des Kreditnehmers (Bilanzanalyse bei Unternehmen, kommunale Jahresabschlussanalyse bei Gebietskörperschaften, Einkommens- und Vermögensanalyse bei natürlichen Personen) einschätzen und mit einem Rating/Kreditscoring versehen. Das interne Rating einer Bank oder Ratingagentur ist die auf ein Symbol (Ratingcode; Buchstabe oder Zahl) verdichtete Bonitätseinstufung des Kreditnehmers. Die Entscheidungskompetenzen können dabei auch nach dem Ratingcode gestaffelt werden. Dann kann auch festgelegt werden, bis zu welchem Ratingcode noch Kreditgenehmigungen erteilt werden dürfen (englisch „investment grade“). Kreditentscheidungen außerhalb des „investment grade“ müssen demnach zur Ablehnung einer Kreditgewährung führen. Kreditentscheidungen orientieren sich stets an den internen Regelungen der Risikopolitik des Institutes.
Überträgt man entscheidungstheoretische Erkenntnisse auf das Kreditgeschäft, so hat der Entscheidungsträger drei Handlungsalternativen: er kann die Kreditgewährung ablehnen, er kann den Kredit wie beantragt gewähren oder er kann den Kredit anders als beantragt gewähren. Der Kreditentscheidung geht die Informationsbeschaffung voraus, deren wesentliche Grundlage der Kreditantrag und die Kreditunterlagen des Antragstellers sind. Diese werden von der Kreditsachbearbeitung aufbereitet unter Hinzuziehung weiterer externer (Schufa-Auskunft, Auskünfte von Auskunfteien und öffentlichen Registern) und bankinterner Informations- und Datenquellen (Kontoführung). Diese Kreditwürdigkeitsprüfung umfasst sowohl die Prüfung der Kreditfähigkeit als auch der Kreditwürdigkeit. Es ergibt sich eine Kreditanalyse, die in einer  Entscheidungsvorlage („Kreditvorlage“) mündet. Diese fasst die Analyse zusammen und verdichtet die Ergebnisse in einem Kreditscoring (bei Privatkunden) oder Rating (bei Unternehmen). Die positive Kreditentscheidung wird durch Erstellung eines Kreditvertrages und eines etwaigen Sicherungsvertrages umgesetzt, die die Entscheidungskriterien enthalten. Die Entscheidungskontrolle erfolgt durch Kreditüberwachung und Kreditkontrolle.

## Entscheidungsprozess
Der Entscheidungsprozess einer Kreditentscheidung verläuft ablauforganisatorisch unterschiedlich, je nachdem, ob es sich um Mengengeschäft oder Unternehmensfinanzierung handelt:
- Im Mengengeschäft (Dispositionskredite, Konsumkredite) geschieht dies vollautomatisiert nach einem Standardverfahren und führt zu einer sofortigen Kreditentscheidung. Die Daten der Kreditanfrage (Bonität des Kreditnehmers, Kreditwunsch, Laufzeit, Ratenhöhe, Tilgung usw.) werden elektronisch erfasst. Über Scoringverfahren mit hinterlegten Entscheidungsregeln („Wenn/dann-Mechanismen“) erfolgt im Normalfall eine sofortige Entscheidung. Die Mechanismen werden vom Institut intern unter Beachtung der Risiko- bzw. Geschäftspolitik fachlich vorgegeben. Dabei werden auch Grenzfälle definiert (Graufälle), in denen noch qualifizierte Mitarbeiter die finale Entscheidung treffen können. Dieser Bereich sollte aus Produktivitätsgesichtspunkten jedoch i. d. R. unter 10 % der angefragten Fälle liegen. Der größte Teil der Entscheidungen erfolgt regelmäßig über so genannte „rot“-Fälle (Ablehnung) und „grün“-Fälle (Zustimmung).
- Vor allem im gewerblichen Kreditgeschäft und im gehobenen Privatkundengeschäft (Investitionskredite bei der Unternehmensfinanzierung und als Kommunalkredite für Gemeinden, Kredite im Rahmen des Corporate Finance, Mittelstandskredite, internationaler Kreditverkehr und Private Banking) wird der Entscheidungsprozess individuell von Kreditspezialisten vorgenommen. Diese nutzen zwar ähnliche Scoring- bzw. Ratingverfahren im Rahmen der Bonitätsprüfung, sind aber über bankinterne Kompetenzregelungen berechtigt, die Entscheidung vor allem unter Beachtung eher „weicher Kriterien“ zu treffen. Beispiele sind u. a. Existenzgründungen, Kredite für neue Produkte eines Unternehmens, Branchen- und Marktsituation oder Qualität des Managements. Die Kreditvorlage beinhaltet eine Bilanzanalyse oder kommunale Jahresabschlussanalyse (Erkennen der Kreditrisiken, Erkennen und Bewerten von Alternativen) und wird den zuständigen Entscheidungsträgern unterbreitet.

Kreditentscheidungen müssen zu Kontrollzwecken für die Bankrevision und die BaFin dokumentiert werden. Im Mengengeschäft werden die Daten der automatischen Entscheidung regelmäßig elektronisch archiviert. Im komplexeren Kreditgeschäft erfolgt eine individuelle Dokumentation, die über die Entscheidungsgründe und ggf. weitere Auflagen an den Kreditnehmer Auskunft gibt. In beiden Fällen muss die genehmigende Person oder Instanz nebst Entscheidungsdatum ersichtlich sein.

## Umsetzung
Eine umfassende Dokumentation der Kreditentscheidungen ist auch für deren Umsetzung erforderlich. Das Ergebnis einer (positiven) Kreditentscheidung ist die Erstellung des Kredit- oder Darlehensvertrages inklusive möglicher Kreditbedingungen oder Auflagen (Auszahlungsvoraussetzungen) sowie eventuell zu stellender Kreditsicherheiten durch den Kreditnehmer oder durch Dritte im Sicherungsvertrag auf der Grundlage der Kreditentscheidung.